# Jonesboro, Arkansas
Jonesboro är en stad (city) i Craighead County i delstaten Arkansas, USA. Jonesboro är administrativ huvudort (county seat) i Craighead County.

## Kända personer från Jonesboro
- Alan Belcher, MMA-utövare
- Wes Bentley, skådespelare
- John Grisham, författare
- Malik Monk, basketspelare
- John Wesley Snyder, affärsman och politiker